# Mike Boit
Michael Kipsubut « Mike » Boit  (né le 6 janvier 1949 à Eldoret) est un athlète kényan, spécialiste des courses de demi-fond.

## Carrière
Mike Boit subira la concurrence du cubain Alberto Juantorena, en particulier en 1977, lors de duels serrés au meeting de Zurich.
Il ne peut concourir aux Jeux olympiques de 1976 et de 1980 en raison du double boycott de son pays d'origine.

### Palmarès
| Date | Compétition                | Lieu         | Résultat | Épreuve |
| ---- | -------------------------- | ------------ | -------- | ------- |
| 1972 | Jeux olympiques            | Munich       | 3e       | 800 m   |
| 1974 | Jeux du Commonwealth       | Christchurch | 2e       | 800 m   |
| 1977 | Coupe du monde des nations | Düsseldorf   | 2e       | 800 m   |
| 1978 | Jeux du Commonwealth       | Edmonton     | 1er      | 800 m   |
| 1979 | Championnats d'Afrique     | Dakar        | 1er      | 1 500 m |
| 1982 | Jeux du Commonwealth       | Brisbane     | 3e       | 1 500 m |

### Records
| Épreuve | Performance   | Lieu | Date |
| ------- | ------------- | ---- | ---- |
| 800 m   | 1 min 43 s 57 |      | 1976 |
| 1 500 m | 3 min 33 s 67 |      | 1981 |